# شعيت (المهرة)

تعديل مصدري - تعديل

شعيت هي إحدى قرى عزلة حبروت بمديرية شحن التابعة لمحافظة المهرة، بلغ تعداد سكانها 93 نسمة حسب تعداد اليمن لعام 2004.